# Buchhorner See
Der Buchhorner See ist ein See auf der Gemarkung des Pfedelbacher Ortsteils Buchhorn im Hohenlohekreis, Baden-Württemberg. Er hat keinen oberirdischen Zufluss, sondern speist sich aus Grundwasser aus dem oberhalb gelegenen Waldgelände bis Gleichen zu. Er hat eine Fläche von 25.000 m², seine Wassertiefe beträgt bis zu 2,50 m und er liegt auf einer Höhe von 377 m ü. NN. Dem See entspringt der Pfedelbach, dessen Wasser früher eine Mühle im etwa 2 km entfernten Pfedelbach antrieb. Eine größere Anzahl von Wasservögeln besiedelt den See, bei Frost dient er als Eislauffläche.

## Geschichte

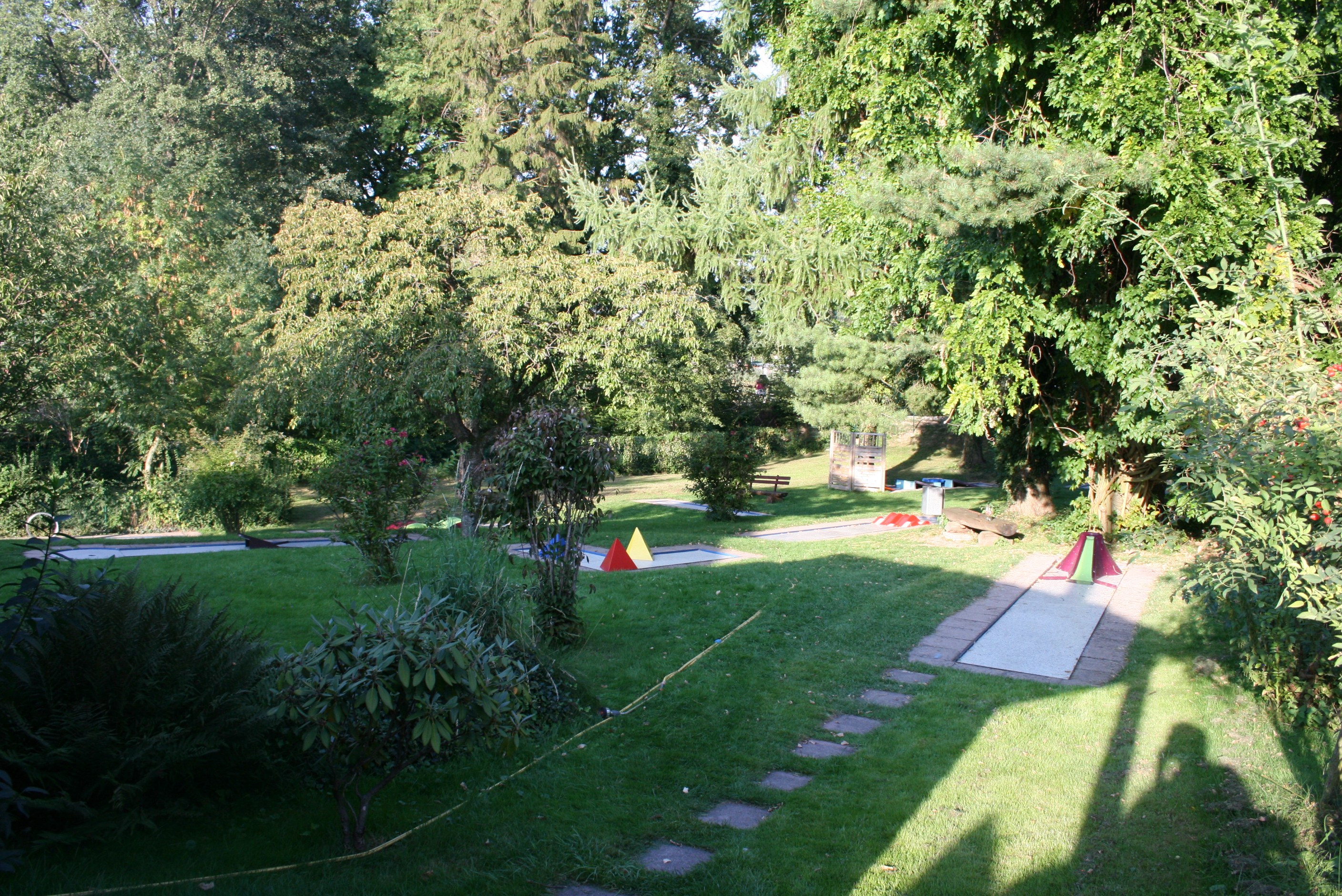
Der ehemalige Minigolfplatz am Campingplatz Seewiese am Buchhorner See

Aus einer Urkunde von 1473 wird der Verkauf von Gütern einschließlich See in Buchhorn durch Götz von Adelsheim an Hohenlohe ersichtlich. Im Lagerbuch von 1573 ist der 9 Morgen große See bereits Michael von Olnhausen gehörig. Der als Erbschenke derer von Olnhausen vermerkte Besitz war noch 1745 mit einer Mauer umgeben. Das übrige Buchhorn lag gegenüber der Stelle, wo der Pfedelbach aus dem See abfließt, es war von wohlhabenden Bauern bewohnt. Die männlichen Nachkommen des adligen Bauerngeschlechts von Olnhausen leben heute in Frankfurt am Main. 1847 ging der Buchhorner See in den Besitz der Familie Oesterlein-Leng über. Am 21. September 1949 brach der Damm des Buchhorner Sees. Die Wassermassen strömten durch einen 2 m breiten und tiefen Riss und richteten auf ihrem Weg über Wiesen, durch Scheunen und durch Hauskeller erhebliche Schäden an. Um den Buchhorner See entstanden ab 1957 die ersten Zeltplätze. Heute liegen drei Campingplätze an seinem Ufer, und er ist mehr und mehr zum Naherholungsgebiet geworden. Nordöstlich des Sees hat die Gemeinde Pfedelbach 1965 das Buchhorner Wahrzeichen erbaut, den 38,5 m hohen Wasserturm. Am 29. Juni 1989 erwarb die Gemeinde Pfedelbach das gesamte Seegelände. Die Gemeinde sanierte den See im Jahre 2004. Nach Ablassen des Wassers und Abfischen wurden 10.000 m³ Schlamm ausgebaggert und auf die umliegenden Felder ausgebracht. Der See wurde dadurch stellenweise bis zu einem Meter tiefer.

## Geologie
Der Buchhorner See liegt auf der Kieselsandstein-Hochfläche (Hassberge-Formation) der nördlichen Teile des Mainhardter Waldes.